# Racconti da Stoccolma
Racconti da Stoccolma (När mörkret faller) è un film drammatico del 2006 diretto da Anders Nilsson, presentato alla sezione Panorama del Festival di Berlino 2007 

## Trama
Leyla e la sorella Nina vengono da una famiglia di immigrati, arrivati in Svezia dal medio oriente. Di mentalità molto chiusa, la famiglia non tollera il comportamento libero di Nina con i ragazzi. Leyla si trova così a dover difendere la sorella, minacciata di una spietata punizione.
Nota personalità del giornalismo televisivo, Carina sembra avere una vita meravigliosa e una carriera brillante. Ma nessuno sa che è vittima delle violenze del marito, geloso della fama di lei. La verità verrà a galla, ma per Carina non sarà facile affrontarne le conseguenze.
Proprietario di un locale notturno, Aram decide di testimoniare in tribunale contro gli assalitori di Peter, uno degli addetti alla sicurezza. Subisce però pesanti minacce che hanno a che fare con l'inaspettato sentimento che sta nascendo tra i due uomini.

## Riconoscimenti
- Festival di Berlino 2007
  - Amnesty International Film Prize ad Anders Nilsson [2]
- Libertas Film Festival 2007
  - Miglior lungometraggio di finzione [3]